# Zeche Schnabel ins Osten
Die Zeche Schnabel ins Osten war ein Steinkohlen-Bergwerk in Essen-Rellinghausen.

## Bergwerksgeschichte
Die Gewerkschaft Schnabel ins Osten in Rellinghausen wurde 1898 gegründet. Sie vereinte einen Grubenfeldbesitz gleichen Namens, in dem seit dem späten 18. Jahrhundert Stollenbau betrieben worden war. Der Name stammte ursprünglich von einer in Steele abbauenden Gewerkschaft Schnabel, die das in Ost-West-Richtung ausgerichtete Grubenfeld in Rellinghausen erstmals mutete.
Die neugegründete bergrechtliche Gewerkschaft beabsichtigte nun, das Grubenfeld großtechnisch auszubeuten. 1899 bis 1902 wurde ein erster Tiefbauschacht an der St. Annenhöhe niedergebracht. Er wurde mit einem deutschen Strebengerüst ausgestattet. Die Tagesanlagen wurden umfangreich ausgebaut. Es entstand eine Aufbereitungsanlage für hohe Förderkapazitäten sowie Nebengebäude. Die Förderung erreichte bald die Höhe von 250.000 t Anthrazitkohle jährlich mit 850 Beschäftigten.
Durch die große Vorabinvestition beim Ausbau der Tagesanlagen war die Gewerkschaft allerdings finanziell entscheidend geschwächt. Ab 1908 liefen Übernahmeverhandlungen mit der benachbarten Zeche Langenbrahm, die den Schacht als neuen Hauptförderschacht übernehmen wollte.
1910 wurde die Zeche von Langenbrahm übernommen. Das Grubenfeld wurde der Berechtsame Langenbrahm hinzugefügt. Der Schacht Schnabel ins Osten wurde fortan als Langenbrahm Schacht 2 geführt.